# 阿啦担梯
《阿啦担梯》，麗的電視在1981年拍攝的電視劇，於同年11月首播，監製為劉嘉豪及梅小青，梅小青首部擔任監製的劇集同時兼任本劇編導之一。
主要演員有林國雄、蔣金、關之琳、顧紀筠、喬宏、李燕萍等。同時數名麗的電視幕後工作人員如馬家駿、胡學文、歐咸雲均在本劇演出一角，其中馬家駿的角色佔極重戲份。

## 演員表
- 林國雄 飾 賴澤武（阿有）
- 蔣　金 飾 賴澤文（肥婆）
- 關之琳 飾 周艷嬌（Rita）
- 顧紀筠 飾 馮慧珠（Rosa）
- 喬　宏 飾 賴四喜（千爸）
- 李燕萍 飾 鴛鴦女
- 鄭文霞 飾 Rita母
- 孟　浪 飾 周廣財（大隻廣）
- 梁舜燕 飾 Annie
- 許英秀 飾 丁力
- 周俊明 飾 Patrick
- 陳劍雲 飾 牛炳
- 吳　回 飾 爺爺
- 馬家駿 飾 高公子
- 蕭山仁 飾 師爺山
- 簡而清 飾 江校長
- 馮紹楣 飾 Connie
- 丁　櫻 飾 清姑
- 張少媚 飾 阿雁
- 西瓜刨 飾 王Boss
- 胡學文 飾 歐陽甲
- 歐咸雲 飾 諸葛乙
- 熊德誠 飾 Vincent
- 徐寶鳳 飾 June
- 蕭　錦 飾 蕭公子
- 馮敬文 飾 賭檔大哥
- 劉　允 飾 牛炳手下
- 矮冬瓜 飾 獄警